# Ismael Pereira Íñiguez
Ismael Pereira Íñiguez (Santiago, 1881-ibídem, 4 de noviembre de 1925) fue un abogado, diplomático y político conservador chileno.

## Familia y estudios
Nació en Santiago, en el año 1881; hijo del exparlamentario Luis Pereira Cotapos y de Carolina Íñiguez Vicuña. Realizó sus estudios primarios y secundafios en el Colegio San Ignacio. Luego, continuó los superiores en la carrera de leyes en la Universidad de Chile, hasta obtener su título de licenciado con una tesis titulada La Declaración de Guerra. En este período trabajó como secretario privado del abogado y político Carlos Walker Martínez, durante todo el tiempo que estuvo éste a cargo de la cartera del Interior en la administración del presidente Federico Errázuriz Echaurren.
En 1899, aún estudiando, ingresó al Ministerio de Relaciones Exteriores, y, desde simple supernumerario, por su talento y discreción, fue ascendiendo, hasta llegar a jefe de sección, tocándole una ardua labor en el curso de la cuestión de límites con Argentina. Tenía a su cargo la clave, y ayudaba a la redacción diplomática, habiéndole confiado el gobierno delicadas misiones de carácter confidencial, en el periodo del presidente Errázuriz.
Se casó con Luz Lyon Lynch, con quien tuvo tres hijos, entre ellos, Ismael, quien fuera alcalde y diputado.

## Vida pública

### Diplomático en Argentina
En 1903 fue nombrado como oficial de secretaría de la Legación de Chile en Argentina, siendo ministro Carlos Concha en la época en que se firmaron los Pactos de Mayo, que fueron el último paso hacia la confraternidad argentino-chilena. Después de cuatro meses regresó al país y otra vez al Ministerio de Relaciones Exteriores, hasta que el presidente Germán Riesco le ofreció la primera secretaría de la Legación en la República Argentina. Estuvo como dos años y medios en carácter de encargado de negocios, siendo canciller en el gobierno Argentino, el eminente hombre público, reconocido por su sagacidad y talento, Estanislao Zeballos.
Con motivo de la renuncia de José Francisco Vergara Donoso, la Legación en Argentina quedó sin ministro durante dos años y medio, época en que desplegó todas sus dotes diplomáticas. A raíz de los Pactos de Mayo, era una tarea muy delicada comenzar a estrechar relaciones y suavizar asperezas que se habían acrecentado durante cuarenta años de dificultades internacionales. Le tocó también, el terremoto de Valparaíso de 1906 y organizó en Argentina sociedades, buscó recursos, operarios y elementos que eran remitidos a Valparaíso y obtuvo que la sociedad entera y el pueblo argentino se asociaran a la desgracia de este país.
Considerando que Argentina sería un gran mercado para el salitre chileno, organizó la primera propaganda y obtuvo que el gobierno enviara el primer cargamento en el transporte de la armada Maipo. Instaló un pabellón de venta permanente, dio conferencias y llevó muestras de abono a todos los puntos de la República Argentina, obteniendo grandes resultados. Por ello se le consideró como el introductor del salitre en Argentina. También hizo las primeras gestiones para un tratado comercial amplio entre los dos países y logró que se nombraran, con el objeto de informar a los gobiernos, las dos comisiones comerciales que se trasladaron a estudiar las bases del tratado que posteriormente se haría realidad.
Impulsó las obras del ferrocarril trasandino por Uspallata, que estaban paralizadas desde mucho tiempo en las cuevas y se le debió también, la concesión que el gobierno argentino hizo a un empresario chileno, para construir una línea de Salta a Antofagasta, por la cual las provincias del norte argentinas pasarían a ser tributarias del puerto chileno. Al terminar su misión en Argentina, toda la colonia chilena residente le obsequió una hermosa medalla de oro y un álbum con todas las firmas de los chilenos residentes en el país trasandino.
Colaboró en Buenos Aires con la Revista de Derecho, de Historia y Letras, en cuyos artículos se destacó uno de sus trabajos: Las Repúblicas Sudamericanas en la Conferencia de La Haya.
Poco antes del centenario patrio chileno, realizó un viaje por estudio a los países europeos, renunciando a la carrera diplomática. El gobierno, en reconocimiento a los servicios prestados, le nombró secretario ad honorem del Tribunal Permanente de Chile ante el Congreso de La Haya.

### Diputado
Militante del Partido Conservador, en las elecciones parlamentarias de 1912, fue elegido como diputado por el departamento de San Fernando, por el periodo legislativo 1912-1915; siendo reelegido cuatro veces, hasta 1924. Durante su gestión fue diputado reemplazante de la Comisión de Relaciones Exteriores y Colonización; de la de Obras Públicas y de la Permanente de Policía Interior.
Hizo un viaje a Europa por razones médicas, a principios de 1925. Sin embargo, su enfermedad se agravó. Al volver a Santiago, falleció el 4 de noviembre de ese año.